# スィウダード・ミエル
スィウダード・ミエルまたはシウダー・ミアー（Ciudad Mier）
は、メキシコのタマウリパス州にある市、基礎自治体。アメリカ=メキシコ国境に接している。プエブロ・マヒコ選出。

## 概要
古くから密貿易の拠点として知られており、治安はあまり良くないとされる。2010年にメキシコ麻薬戦争の一環で警察署の警官全員が殺害された。このためメキシコ政府は軍隊を駐屯させて市内を警備している。